# Stockholms gymnasium
Stockholms gymnasium var vid två olika tidsperioder ett gymnasium som i sin andra period upphörde 1880.

## Historia
Det första gymnasiet bildades 1640 och flyttade 1669 till Gävle och blev grunden till Gävle högre allmänna läroverk.
Det andra gymnasiet grundades 1821 på Riddarholmen i Stockholm, i trivialskolan Nicolai skolas gamla byggnad, som kom att kallas Östra Gymnasiehuset. Senare utökades lokalerna med det nybyggda Västra Gymnasiehuset. Skolan omvandlades 1857 i anslutning till läroverksreformen 1849 till ett (högre) elementarläroverk. Skolan delades 1872 i två skilda avdelningar: Riddarholmsavdelningen som uppgick i Högre latinläroverket å Norrmalm 1880 samt södra avdelningen (S:t Paulsgatan 13 på Södermalm) som uppgick i Högre latinläroverket å Södermalm 1879.
Studentexamen gavs från 1864 till 1880.